# Lethedon
Lethedon es un género botánico con quince especies de plantas pertenecientes a la familia Thymelaeaceae.

## Especies seleccionadas
- Lethedon balansae
- Lethedon calleana
- Lethedon cernua

## Sinonimia
- Microsemma